# Росс, Шон
Шон Росс (англ. Shaun Ross, родился 10 мая 1991 года, Бронкс, Нью-Йорк) — альбинос, американская профессиональная фотомодель и непрофессиональный танцор и актёр. Работал моделью для крупных изданий моды, в том числе британского GQ, итальянского Vogue, i-D, Paper, Another Magazine, для Маккуин, Александр и Givenchy.
Подрастая, он сталкивался с большим количеством негатива со стороны анти-альбиносов в его в основном афро-американском и латиноамериканском сообществе. Его часто дразнили, применяя такие имена, как «Порошок», «Замазка» и «Каспер». После занятий танцами в Американской театральной компании Элвина Эйли в течение пяти лет, он перешёл в индустрию моды в 2008 году в возрасте 16 лет, представляя Djamee в Нью-Йорке; Росс является их единственной моделью по состоянию на июнь 2010 года Шон Росс открыл многие двери для людей с разным цветом кожи и другими различиями.
В 2009 году Шон Росс появился на шоу Тайры Бэнкс, где был объявлен как «первый мужской альбинос — [профессиональная] модель в мире». Он разделил передачу с новой афро-американской моделью — альбиносом Диандрой Форрест; вместе они поделились своими историями о том, как непросто складывалась их жизнь . В том же году Росс сыграл роль в короткометражном фильме режиссёра Йоанна Лемуана, выиграв первый приз в конкурсе, устроенном итальянским Vogue. Росс также работал с другими режиссёрами, такими, как Жюльен Сери, Джейсон Ласт и Элла Манор как в кино, так и на телевидении.
В 2011 году принял участие в съёмках клипа Кэти Перри при участии Канье Уэста «E.T.».
В 2012 году принял участие в съёмках клипа на композицию «Dark Again» австралийской группы Gold Fields.
В 2013 году сыграл роль Адама в мини-фильме Ланы Дель Рей «Тропико».
В 2013 году принял участие в съёмках клипа группы On-The-Go на композицию «Crumpled Memories».
В июне 2014 года принял участие в клипе Beyonce «Pretty Hurts».
В 2015 году сыграл эпизодическую роль в сериале «Человек в высоком замке».
В 2019 году принял участие в съёмке клипа Дюк Дюмон на композицию «Red Light Green Light».